# Kurt Wege (Musiker)
Kurt Wege (* 11. Juli 1911 in Frankfurt am Main; † 5. April 1964 in Hamburg) war ein deutscher Holzbläser, Komponist und Orchesterleiter im Bereich des Swing und der Unterhaltungsmusik.

## Leben und Wirken
Wege, der Klarinette, Tenor- und Baritonsaxophon spielte, war Mitglied des Orchesters Die Goldene Sieben (St. Louis Blues 1937); außerdem spielte er bei James Kok (Fliegender Hamburger 1934), Erhard Bauschke (Nachts am Mississippi, 1937) und Peter Kreuder. Er war Co-Autor des Songs Ich bin glücklich, aber traurig!, den Rudi Schuricke 1941 für Odeon einspielte. Im selben Jahr nahm er für Electrola unter eigenem Namen (Kurt Wege mit seinen Solisten)  jazzige Instrumentalversionen der durch Rosita Serrano bekannten Titel Bei dir war es immer so schön und Ich mache alles mit Musik! auf, die aus der Musikkomödie Anita und der Teufel stammten.
Nach 1945 spielte Wege im von Willy Steiner geleiteten Radio-Tanzorchester Hamburg im Nordwestdeutschen Rundfunk; er leitete dort die „kleine Besetzung“ des Orchesters (Bläser und Rhythmusgruppe). Im Sommer 1946 übernahm er von Steiner die Gesamtleitung. Es kam bald zu Konflikten um die Rolle der Streichergruppe im Orchester und die Ausrichtung der Musik. 1947 kam es zu Beschwerden von Hörern, die in Leserbriefen an die Hörzu jede Jazzorientierung des Orchesters ablehnten; andererseits kam es in der Folge auch zu zahlreichen Petitionen von Jazzfans. Aufgrund von taktischen Fehlern seines Mitarbeiters Friedrich Meyer wurde dieser entlassen und Wege selbst ebenso wie Dorle Rath zunächst einmal beurlaubt.
Für Lale Andersen schrieb Wege das Lied Kleines Märchen, das die Sängerin 1949 mit Michael Jarys Orchester für Decca aufnahm. Den Schlagersänger Gerhard Wendland begleitete er 1951 mit seinem Orchester bei einer Coverversion von Jay Livingstons Song Mona Lisa; außerdem nahm er im November 1951 erneut mit Rosita Serrano auf, die den Georges-Boulanger-Song My Prayer mit einem deutschen Text von Curth Flatow einspielte (Eine Saite zersprang, Electrola EG 7702). Er betätigte sich außerdem als Filmkomponist (Der Mustergatte; Regie: Erik Ode, 1956). Kurz vor seinem Tod legte er noch eine LP mit Musik von Leroy Anderson vor. Wege starb im April 1964 im Alter von 52 Jahren an einem Magenleiden. Er wurde auf dem Ohlsdorfer Friedhof in Hamburg, Planquadrat AC 13 (westlich Nordteich), beigesetzt.

## Diskographische Hinweise

### Singles
- Kurt Wege und sein Orchester: Avant de mourir (Solo-Violine: Barnabás Bakos)/ Heute sag ich so, morgen sag ich so Gesang: Rosita Serrano (Electrola EG 7702)
- Kurt Wege und seine Solisten: Bye-bye, Honolulu-Baby / Ich denke so gerne noch einmal zurück Gesang: Jan Behrens (Philips P 44024)
- Kurt Wege und seine Solisten: Im Park von Monbijou (aus dem Film Pikanterie) / Intermezzo (Frühlingszeit, du schönste Zeit) Gesang: Peter Scheeben (Philips P 44087)
- Kurt Wege und seine Solisten: Komm, komm, sei wieder gut / Wenn du kein Mädel weißt Gesang: Gerhard Wendland (Philips P 44071)
- Kurt Wege und seine Solisten: Sonntag Nacht auf der Reeperbahn / Übers Jahr, wenn die Kornblumen blühen Gesang: Rosita Serrano (Electrola EG 7676)

### LPs
- Swing Tanzen Verboten – Unerwünschte Musik 1929 - 1945 Volume 1 (Membran Music, ed. 2004)
- The Music of Leroy Anderson (Polydor, 1963)